# Fehérvárcsurgó, Fejér
Fehérvárcsurgó  este un sat în districtul Mór, județul Fejér, Ungaria, având o populație de 1.970 de locuitori (2011). 

## Demografie
Componența etnică a satului Fehérvárcsurgó
     Maghiari (96,07%)
     Germani (2,17%)
     Necunoscut (0,65%)
     Alții (1,12%)
Componența confesională a satului Fehérvárcsurgó
     Romano-catolici (33,81%)
     Reformați (18,98%)
     Fără religie (10,61%)
     Luterani (2,74%)
     Necunoscută (33,05%)
     Alte religii (1,73%)
Conform recensământului din 2011, satul Fehérvárcsurgó avea 1.970 de locuitori. Din punct de vedere etnic, majoritatea locuitorilor (96,07%) erau maghiari, cu o minoritate de germani (2,17%). Apartenența etnică nu este cunoscută în cazul a 0,65% din locuitori. Nu există o religie majoritară, locuitorii fiind romano-catolici (33,81%), reformați (18,98%), persoane fără religie (10,61%) și luterani (2,74%). Pentru 33,05% din locuitori nu este cunoscută apartenența confesională.